# 阿弗尔海姆
阿弗尔海姆（荷蘭語：Avelgem，荷蘭語發音：[ˈaːvəlɣɛm] ⓘ）是比利时弗拉芒大區西佛兰德省科特赖克区的一个市镇，位于西佛兰德、东佛兰德、埃诺三省交界处，通行荷蘭語，是弗拉芒社群的一部分，面积22.12平方千米，人口10,065人（2018年1月1日）。